# Rozhdestvenskayites
Rozhdestvenskayites is een geslacht van uitgestorven kreeftachtigen uit de klasse van de Ostracoda (mosselkreeftjes).

## Soorten
- Rozhdestvenskayites auriculiferus (Rozhdestvenskaya, 1960) Stone & Berdan, 1984 †
- Rozhdestvenskayites brevis (Tolmachoff, 1926) Weyant, 1975 †
- Rozhdestvenskayites diuturnus McGill, 1966 †
- Rozhdestvenskayites grecoi (Canavari, 1900) Degardin & Lethiers, 1982 †
- Rozhdestvenskayites koneprusiensis (Pribyl & Snajdr, 1951) McGill, 1966 †
- Rozhdestvenskayites messleriformis (Polenova, 1960) Bakharev, 1984 †
- Rozhdestvenskayites productus (Polenova, 1960) Bakharev, Bushmina & Kazmin, 1984 †
- Rozhdestvenskayites pygmaeus (Canavari, 1900) Degardin & Lethiers, 1982 †
- Rozhdestvenskayites senceliensis Casier, 1988 †
- Rozhdestvenskayites speciosus (Pribyl, 1952) McGill, 1966 †
- Rozhdestvenskayites zeravshanensis Mikhailova, 1978 †